# تیئلت-اوئنژ
شهر تیئلت-اوئنژ (به فرانسوی: Tielt-Winge) در ناحیه اداری لوان  در استان فلومیش بربان  در منطقه فلاندری در کشور بلژیک واقع شده‌است.